# Chedini
I Chedini (in greco Chaideinoi o Khaideinoi, il latino: Chaedini) furono un popolo germanico citato da Tolomeo nella sua Geografia. Tolomeo li posiziona nella parte occidentale di una grande isola, la Scandia, al largo della foce della Vistola. Molti studiosi concordano sul fatto che l'isola citata da Tolomeo sia in realtà la Penisola scandinava, frequentemente considerata dai geografi antichi un'isola del Golfo di Codano.
Secondo Tolomeo, la Scandia era abitata dai Favoni e Firesi nella parte orientale, i Chedini nella parte occidentale, i Finni nella parte settentrionale, i Gutae (o Gautae) e i Daucioni nella regione meridionale e i Levoni nella regione centrale.

## Etnonimo
L'etimologia dell'etnonimo è definita all'interno dell'American Heritage Dictionary. Si tratta questa di un'opera controversa, secondo alcuni inaffidabile in alcune sue parti, per cui l'analisi risulta essere una semplice ipotesi.
Secondo l'AHD l'etnonimo significherebbe "landa". Chaideinoi sarebbe identico nella forma al suo corrispondente inglese, heathen. L'indoeuropeo *kaito (foresta, terra incolta) si sarebbe trasformato nel germanico comune *haithiz, simile a *haithinaz, "popolo della terra incolta". L'esatta pronuncia di Chaidein non è certa, ma dovrebbe essere simile a *haithin. Il nome di Tolomeo sarebbe quindi simile a un termine del germanico comune, anche se non si sa a quale periodo risalirebbe. Sicuramente sarebbe molto anteriore al tempo di Tolomeo, provenendo da fonti precedenti.
Il comune germanico *haith diventerebbe Hed nelle lingue scandinave. Tra i possibili luoghi in cui sarebbero vissuti i Chaideinoi si citano l'attuale Hedmark norvegese o, se l'est della Scandia fosse l'attuale Finlandia, in Dalarna e Gestrickland (Svezia), entrambe regioni con un'alta concentrazione di toponimi contenenti Hed.
La natura descrittiva del nome permette di capire perché non siano stati citati da altre fonti primarie, quali gli scritti di Tacito. È possibile che abbiano più nomi, i quali indicavano la provenienza etnica o l'organizzazione politica del popolo.
Chaideinoi potrebbe essere un sinonimo del probabile significato di *mannaz, "popolo della nazione". Si ipotizza che i popoli più civili della Svezia usassero chiamare i propri vicini più rurali (che non abitavano veramente su terre incolte) con nomi più antichi e generici, ma senza aggiungere il termine "uomo", perché quello era il termine che usavano per sé stessi. Trovavano quindi un sinonimo, che facesse la discriminazione richiesta ma che mantenesse l'antico significato; in ogni caso questa è una pura ipotesi, senza fondamenta scientifiche.